# 渡辺茂雄
渡辺 茂雄（わたなべ しげお、1893年 - 1973年）は、日本の編集者、文筆家。

## 生涯
静岡県出身。1923年頃御殿場の学校長。その後上京して講談社へ入り『キング』の創刊に参加、『現代』編集局長になる。
木村毅に勧めて『旅順攻囲戦』を書かせる。その後宇垣一成の恩顧を得て四国電力の中川以良を知り同社嘱託。

## 著書
- 国史教授の本質的研究 教育思潮の批判に立てる 東京宝文館 1925
- 尋常科との有機的関係に留意せる高等小学国史の考察及活用 東京宝文館 1925
- 明治天皇（編）高山書院 1942
- 宇垣一成の歩んだ道 新太陽社 1948
- 蔣介石と毛沢東 大日本雄弁会講談社 1949
- 事業に生きる ダイヤモンド社 1959
- 猿翁芸談聞書 時事通信社 1963
- 四国開発の先覚者とその偉業 第1-5集 四国電力公共課 1964-1967
- 明治天皇 時事通信社 1966
- 吉井源太 土佐紙業の恩人 いの町紙の博物館 1986.3
- 四国開発の先覚者とその偉業（編さん）四国経済連合会 2008